# Roger Montoya
Roger Evan Montoya (sinh ngày 3 tháng 2 năm 1961) là một nhà nhân đạo, họa sĩ, cựu vũ công và vận động viên thể dục chuyên nghiệp người Mỹ. Ông là người đồng sáng lập một số tổ chức, bao gồm cả Moving Arts Española, Trường Nghệ thuật và Khoa học La Tierra Montessori, và Española Pathways Shelter. Ông đã được đề cử cho Anh hùng của năm của CNN 2019 và hiện đang tranh cử vào Hạ viện New Mexico trong cuộc bầu cử năm 2020.

## Đời tư
Montoya công khai là người đồng tính. Ông công khai với gia đình năm anh mười sáu tuổi. Năm 1994, ông tiết lộ rằng mình dương tính với HIV. Ông đã xét nghiệm dương tính với kháng thể HIV trước đó 8 năm sau cái chết của bạn trai và bắt đầu điều trị bằng thuốc kháng vi-rút. Trong khi ông vẫn không có triệu chứng, ông đã mất ba người bạn đời vì AIDS và cho rằng cái chết của chính mình sắp xảy ra. "Tôi cảm thấy một tiếng gọi sâu sắc, mạnh mẽ để trở về nhà với gia đình để chuẩn bị chết," ông nói. Kể từ đó, ông đã ngừng sử dụng AZT và chuyển sang các lựa chọn thay thế tự nhiên bao gồm các sản phẩm được trồng theo phương pháp hữu cơ của riêng ông, vitamin, massage, thảo mộc Trung Quốc, liệu pháp đại tràng và châm cứu.
Năm 2007, Montoya gặp bạn đời lâu năm của mình Salvador Ruiz-Esquivel khi làm việc trong chương trình Nghệ thuật trong trường học.

## Các phim đã tham gia
| Năm  | Tựa phim                      | Vai                 | Ghi chú                        |
| ---- | ----------------------------- | ------------------- | ------------------------------ |
| 1983 | Nudes in Limbo                | Lực sĩ              |                                |
| 1984 | Breakin' 2: Electric Boogaloo | Huấn luyện viên GYM |                                |
| 1985 | Spring Training               |                     | Được ghi nhận là Joe Savage    |
| 1985 | Hot Male Mechanics            |                     | Được ghi nhận là Eric Martinez |